# Wasserschloss Sandizell

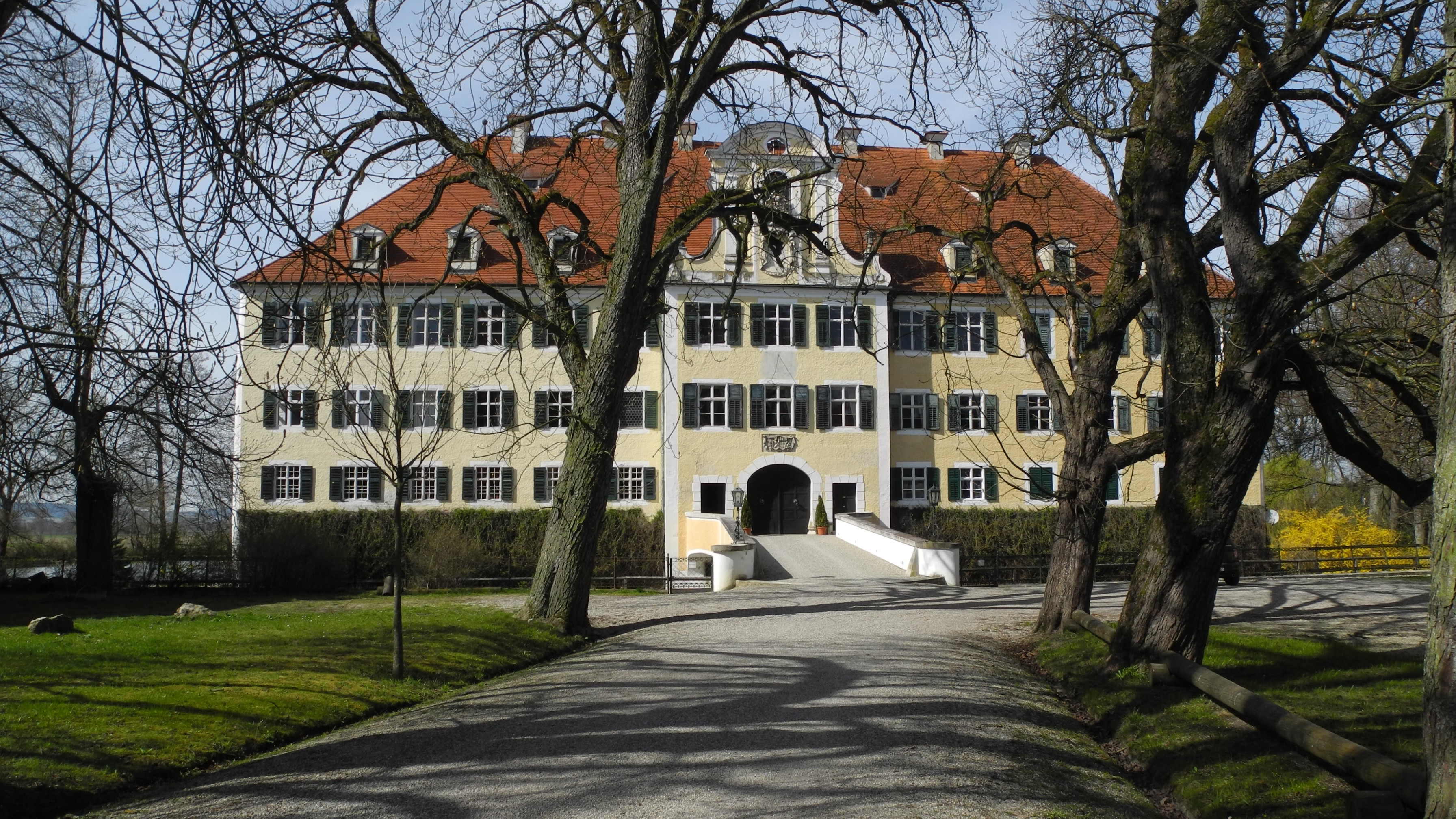
Wasserschloss Sandizell

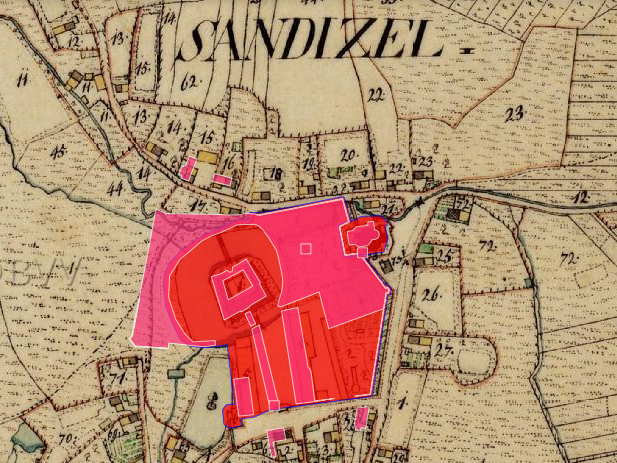
Lageplan des Wasserschlosses Sandizell auf dem Urkataster von Bayern

Das Wasserschloss Sandizell ist das Stammhaus der Grafen von Sandizell. Es liegt in Sandizell, einem Gemeindeteil der Stadt Schrobenhausen im Landkreis Neuburg-Schrobenhausen in Oberbayern. Die Anlage ist unter der Aktennummer D-1-85-158-103 als Baudenkmal von Sandizell verzeichnet. „Mittelalterliche und frühneuzeitliche Befunde im Bereich des Wasserschlosses Sandizell“ werden zudem als Bodendenkmal unter der Aktennummer D-1-7433-0057 geführt.

## Geschichte
Erstmals erwähnt wurde Sandizell 1007 als Wirtschaftshof der Benediktinerinnen aus Neuburg an der Donau. Im Jahr 1464 wurde die Befestigung als Hofmark der Sandizeller bezeichnet.

## Baubeschreibung

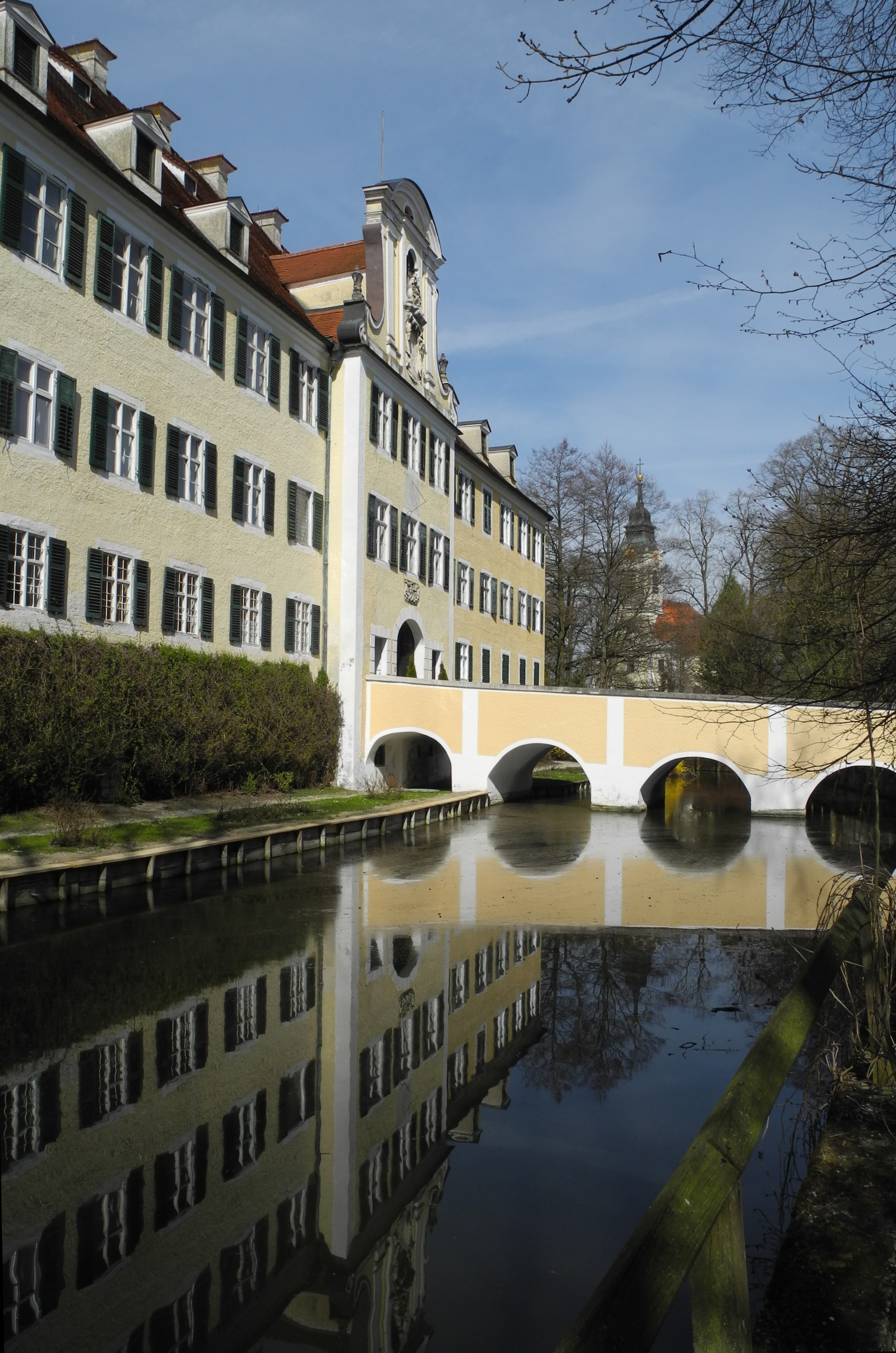
Brücke über den Wassergraben

Schloss Sandizell wurde um 1580 als Dreiflügelanlage im Renaissancestil ausgebaut; diese bestand aus dem Ost- und dem Westflügel sowie dem Südflügel mit einer vierjochigen Brücke zur Einfahrtshalle. Im Dreißigjährigen Krieg brannten die Schweden die Anlage bis auf den noch heute erhaltenen Ostflügel nieder.
Von 1749 bis 1755 wurde Schloss Sandizell nach Plänen des Neuburger Baumeisters Johann Puchtler neu erbaut und  zugleich im zentralen Südflügel eine zweigeschossige Schlosskapelle integriert. Der Torturm wurde 1763 errichtet.
Der Schlosspark wurde in den 1870er-Jahren als Englischer Landschaftspark angelegt. Der Park ist nicht öffentlich zugänglich.

### Hofmarkskirche
1735 begann Johann Baptist Gunetzrhainer mit dem Bau der Hofmarkskirche, dem 1756 der Turm durch Leonhard Matthäus Giessl folgte. Bedeutendstes Werk ist der Hochaltar von Egid Quirin Asam.
Die Kirche beherbergt die Grabdenkmale der Grafen von und zu Sandizell. Sie ist mit einem Durchgang mit dem Schlosspark verbunden. Sie wird heute als Pfarrkirche St. Peter von den Einwohnern von Sandizell genutzt. Der Renovierung der Orgel, der Emporen und der Friedhofsmauer wurde am 23. Februar 2020 festlich abgeschlossen.

## Weltgeschichte in Sandizell
Geschichtlich bedeutend wurde Schloss Sandizell, als am 8. August 1704 dort während des Spanischen Erbfolgekriegs die Feldherren Eugen von Savoyen und Marlborough für die Schlacht von Höchstädt Kriegsrat hielten.

## Heutige Nutzung
Heute ist das Schloss in zwei Eigentumshälften geteilt. Die westliche Hälfte gehört Nikolaus Graf von und zu Sandizell. Die Osthälfte des Schlosses wurde 1970 von der Familie Jaeck übernommen und umfassend saniert. Das Schloss wird von den Eigentümerfamilien bewohnt sowie teilweise für Veranstaltungen und Hochzeiten vermietet.